# Janette Hargin
Janette Hargin (* 4. Oktober 1977 in Stockholm) ist eine ehemalige schwedische Skirennläuferin und zweifache Olympiateilnehmerin (2002, 2006).

## Werdegang
Die Allrounderin fuhr seit der Saison 1998/99 im Alpinen Skiweltcup. In den Jahren 2000 bis 2006 kam sie insgesamt sechs Mal unter die Top 10 eines Weltcuprennens. Am 3. Februar 2002 wurde sie in der Kombination von Åre hinter Renate Götschl Zweite und feierte damit ihren ersten und einzigen Podestplatz im Weltcup.
Hargin nahm an zwei Olympischen Spielen und an drei Weltmeisterschaften teil. Ihr bestes Ergebnis ist dabei ein zwölfter Rang in der Kombination bei den Olympischen Winterspielen 2006. Nach den Heim-Weltmeisterschaften 2007 in Åre beendete sie ihre Karriere im Alpinen Skiweltcup und wechselte zum Freeride.
2011 gewann sie die Weltmeisterschaft im Rahmen der Freeride World Tour. 
Sie errang drei skandinavische und zwei schwedische nationale Titel. 2012 erklärte sie ihre Karriere für beendet.
Ihr Bruder Mattias Hargin (* 1985) ist ebenfalls Skirennläufer und ihre zweite jüngerer Schwester Christine Hargin (* 1980) war ebenso im Weltcup und später im Freeride aktiv.